# Herwaardering (boekhouden)
Herwaardering is de boekhoudtechniek die de waarde van investeringen opnieuw vastlegt. We beschrijven hier de techniek zoals hij door de Belgische boekhoudwetgeving wordt geregeld.
Bij de aankoop van investeringen (gebouwen, materieel, gereedschap, meubilair en rollend materieel) zijn er in de Belgische boekhoudtechniek drie manieren om de waarde van de aanschaffing vast te leggen: aankoopwaarde, inbrengwaarde of samenstellingswaarde. 
De aankoopwaarde is de gefactureerde waarde. De inbrengwaarde is de schatting door een bedrijfsrevisor van de waarde van de goederen die worden overgedragen aan de vennootschap of eenmanszaak. De samenstellingswaarde ontstaat doordat door eigen werk een investering ontstaat. Voorbeeld: een firma met bouwactiviteiten bouwt zelf een magazijn. Daardoor ontstaat een investeringsgoed, die wordt samengesteld op basis van aangekochte materialen en zelf gepresteerde arbeidsuren. 
Tijdens het gebruik in een firma gaat een investering verbruikt worden, wat zich uitdrukt in afschrijvingen. Een wagen wordt bijvoorbeeld op drie jaar afgeschreven, wat betekent dat de geboekte aanschaffingswaarde op drie jaar tijd wordt ingeschreven als kosten, elk jaar voor een derde. 
Nu gebeurt het dat investeringen na afschrijving, en dus in de boekhouding met waarde nul, toch nog een waarde hebben, bijvoorbeeld omdat ze verder worden gebruikt, zonder nieuwe aanschaffing. Het meest courante voorbeeld is een gebouw dat langer wordt gebruikt dan de afschrijvingsduur, die in België toch 33 jaar loopt. Als er zekerheid bestaat over het verder blijven bestaan van een economische waarde, dan kan men overgaan tot herwaarderen van de investering, dat wil zeggen er wordt op basis van een realistische schatting een nieuwe waarde ingeschreven in de balans van de boekhouding. 
Herwaarderen gebruikt een onderneming, als de boekhoudtechniek correct wordt toegepast, om investeringen met een correcte waarde in de balans te noteren. Gezien boekhouders enkel vaststaande feiten in de boekhouding mogen vastleggen wordt herwaardering zelden toegepast, want het is uitzonderlijk zo dat de genoteerde waarde lager is dan de waarde in de werkelijkheid. Dit is moeilijk objectief vast te stellen. Herwaarderen kan ook in de negatieve zin, maar dan enkel voor investeringsgoederen die niet worden afgeschreven, (bijvoorbeeld) een onverhard parkeerterrein, dat regelmatig onder water loopt en daardoor onbruikbaar wordt voor de onderneming. 
Soms wordt herwaardering gebruikt om een balans op te smukken. Dit gebruik van herwaardering is niet correct, want deze is dan niet verbonden met een economische realiteit.